# KV Kortrijk in het seizoen 2020/21
KV Kortrijk komt in het seizoen 2020/21 uit in de Belgische Eerste Klasse A. In het seizoen 2019/20 eindigde KV Kortrijk na 29 speeldagen op de 11e plaats. De competitie werd in maart 2020 stilgelegd door de coronapandemie. Op 15 mei besliste de Algemene Vergadering van de Pro League de stand na 29 speeldagen als eindstand aan te nemen. Op 25 juli heeft voorzitter Joseph Allijns beslist om zijn functie in de raad van bestuur neer te leggen na 19 jaar, Ronny Verhelst is de nieuwe voorzitter van de club. KV Kortrijk begint aan zijn twaalfde achtereenvolgend seizoen in eerste klasse.

## Ploegsamenstelling

### Spelerskern
| Nummer      | Speler                 | Nationaliteit      | Bij KVK sinds | Contract tot         | Laatste club                          |      |      |
| Doel        | Doel                   | Doel               | Doel          | Doel                 | Doel                                  | Doel | Doel |
| ----------- | ---------------------- | ------------------ | ------------- | -------------------- | ------------------------------------- | ---- | ---- |
| 1           | Adam Jakubech          | Slowakije          | 2019          | 2021                 | Lille OSC                             |      |      |
| 16          | Maxime Deman           | België             | 2019          | 2023                 | KV Kortrijk Jeugd                     |      |      |
| 31          | Marko Ilić             | Servië             | 2020          | 2024                 | FK Voždovac Belgrado                  |      |      |
| Verdediging |                        |                    |               |                      |                                       |      |      |
| 2           | Petar Golubović        | Servië             | 2018          | 2021                 | AS Roma via Novara Calcio             |      |      |
| 4           | Gilles Dewaele         | België             | 2020          | 2023                 | KVC Westerlo                          |      |      |
| 5           | Trent Sainsbury        | Australië          | 2020          | 2022                 | Maccabi Haifa                         |      |      |
| 6           | Lucas Rougeaux         | Frankrijk          | 2016          | 2022                 | OGC Nice via US Boulogne              |      |      |
| 30          | Kristof D'haene        | België             | 2015          | 2024                 | Cercle Brugge                         |      |      |
| 66          | Aleksandar Radovanović | Servië             | 2021          | 2022 (+1 jaar optie) | RC Lens                               |      |      |
| 76          | Timothy Derijck        | België             | 2020          | 2022                 | KAA Gent                              |      |      |
| Middenveld  |                        |                    |               |                      |                                       |      |      |
| 8           | Ante Palaversa         | Kroatië            | 2021          | 2022                 | Manchester City via Getafe CF         |      |      |
| 11          | Jovan Stojanović       | Servië             | 2017          | 2021                 | FK Voždovac Belgrado                  |      |      |
| 20          | Sambou Sissoko         | Mali               | 2020          | 2022 (+2 jaar optie) | Djoliba AC                            |      |      |
| 22          | Gaëtan Hendrickx       | België             | 2021          | 2021                 | Sporting Charleroi                    |      |      |
| 23          | Julien De Sart         | België             | 2018          | 2021                 | Middlesbrough FC via SV Zulte Waregem |      |      |
| 25          | Jevhen Makarenko       | Oekraïne           | 2020          | 2021 (+ optie)       | RSC Anderlecht                        |      |      |
| 27          | Michiel Jonckheere     | België             | 2020          | 2022                 | KV Oostende                           |      |      |
| 41          | Yani Van Den Bossche   | België             | 2020          | 2022                 | KV Kortrijk jeugd                     |      |      |
| Aanval      |                        |                    |               |                      |                                       |      |      |
| 9           | Teddy Chevalier        | Frankrijk          | 2021          | 2022 (+1 jaar optie) | Valenciennes FC                       |      |      |
| 10          | Faïz Selemani          | Comoren/ Frankrijk | 2019          | 2022                 | Union Sint-Gillis                     |      |      |
| 17          | Pape Habib Gueye       | Senegal            | 2020          | 2024                 | Aalesunds FK                          |      |      |
| 19          | Muhammed Badamosi      | Gambia             | 2020          | 2024                 | FUS Rabat                             |      |      |
| 51          | Eric Ocansey           | Ghana              | 2019          | 2023                 | KAS Eupen                             |      |      |
| 93          | Zinho Gano             | België             | 2021          | 2021                 | KRC Genk                              |      |      |
| 99          | Luqman Hakim Shamsudin | Maleisië           | 2020          | 2025                 | FA Selangor                           |      |      |

Spelers zonder profcontract die dit seizoen minuten maakten:

- Loïc Ritière, verdediger

### Transfers

#### Inkomend (zomer)
| Naam                   | Nationaliteit | Positie      | Vorige club          | Opmerkingen                 |
| ---------------------- | ------------- | ------------ | -------------------- | --------------------------- |
| Adam Jakubech          | Slowakije     | Doelman      | Lille OSC            | Terug gehuurd, zonder optie |
| Marko Ilić             | Servië        | Doelman      | FK Voždovac Belgrado | Gekocht                     |
| Gilles Dewaele         | België        | Verdediger   | KVC Westerlo         | Transfervrij                |
| Trent Sainsbury        | Australië     | Verdediger   | Maccabi Haifa        | Transfervrij                |
| Michiel Jonckheere     | België        | Middenvelder | KV Oostende          | Transfervrij                |
| Sambou Sissoko         | Mali          | Middenvelder | Djoliba AC           | Gekocht                     |
| Luqman Hakim Shamsudin | Maleisië      | Aanvaller    | FA Selangor          | Onbekend                    |
| Muhammed Badamosi      | Gambia        | Aanvaller    | FUS Rabat            | Gekocht                     |

#### Uitgaand (zomer)
| Naam                    | Nationaliteit          | Positie      | Nieuwe club                | Opmerkingen                           |
| ----------------------- | ---------------------- | ------------ | -------------------------- | ------------------------------------- |
| Sébastien Bruzzese      | België                 | Doelman      | Cercle Brugge              | Eind contract                         |
| Andrij Batsula          | Oekraïne               | Verdediger   | Dinamo Minsk               | Verhuurd tot januari 2021             |
| Lucas Silva Melo (Tuta) | Brazilië               | Verdediger   | Eintracht Frankfurt        | Einde huurcontract                    |
| Vladimir Kovačević      | Servië                 | Verdediger   | FK Vojvodina               | Contract ontbonden                    |
| Larry Azouni            | Frankrijk/ Tunesië     | Middenvelder | CD Nacional                | Eind contract                         |
| Hervé Kage              | Congo-Kinshasa/ België | Middenvelder | Zonder club                | Eind contract                         |
| Elohim Rolland          | Frankrijk              | Middenvelder | Zonder club                | Eind contract                         |
| Abdul Ajagun            | Nigeria                | Middenvelder | Cape Town City FC          | Contract ontbonden                    |
| Fraser Hornby           | Schotland/ Engeland    | Aanvaller    | Stade Reims via Everton FC | Eind huurcontract, optie niet gelicht |
| Terem Moffi             | Nigeria                | Aanvaller    | FC Lorient                 | Verkocht                              |
| Imoh Ezekiel            | Nigeria                | Aanvaller    | Al-Jazira Club             | Contract ontbonden                    |

#### Inkomend (winter)
| Naam                   | Nationaliteit | Positie      | Vorige club                | Opmerkingen                         |
| ---------------------- | ------------- | ------------ | -------------------------- | ----------------------------------- |
| Aleksandar Radovanović | Servië        | Verdediger   | RC Lens                    | Gekocht                             |
| Ante Palaversa         | Kroatië       | Middenvelder | Manchester City via Getafe | Gehuurd tot medio 2022              |
| Gaëtan Hendrickx       | België        | Middenvelder | Sporting Charleroi         | Gehuurd tot medio 2021 zonder optie |
| Teddy Chevalier        | Frankrijk     | Aanvaller    | Valenciennes FC            | Gekocht                             |
| Zinho Gano             | België        | Aanvaller    | KRC Genk                   | Gehuurd tot medio 2021 zonder optie |

#### Uitgaand (winter)
| Naam                   | Nationaliteit          | Positie      | Nieuwe club           | Opmerkingen        |
| ---------------------- | ---------------------- | ------------ | --------------------- | ------------------ |
| Andrij Batsula         | Oekraïne               | Verdediger   | Dinamo Minsk          | Contract ontbonden |
| Christophe Lepoint     | België                 | Middenvelder | Royal Excel Moeskroen | Contract ontbonden |
| Hannes Van der Bruggen | België                 | Middenvelder | Cercle Brugge         | Verkocht           |
| Ilombe Mboyo           | België/ Congo-Kinshasa | Aanvaller    | STVV                  | Verkocht           |

#### Uitgaand (tijdens seizoen)
| Naam              | Nationaliteit    | Positie    | Nieuwe club | Opmerkingen |
| ----------------- | ---------------- | ---------- | ----------- | ----------- |
| Brendan Hines-Ike | Verenigde Staten | Verdediger | D.C. United | Verhuurd    |

### Technische staf
| Naam                    | Nationaliteit | Functie        |
| ----------------------- | ------------- | -------------- |
| Luka Elsner             | Slovenië      | Hoofdtrainer   |
| Jordi Lemiengre         | België        | Assistent      |
| Bart Meert              | België        | Assistent      |
| Patrick Deman           | België        | Keeperstrainer |
| Karsten Vandendriessche | België        | Fysiek trainer |
| Marc Delcourt           | Frankrijk     | Video analyse  |

Op 31 januari 2021 werd de hoofdtrainer Yves Vanderhaeghe aan de deur gezet wegens teleurstellende resultaten. Dezelfde dag werd Luka Elsner aangetrokken als nieuwe hoofdtrainer.

## Oefenwedstrijden
| Datum      | Thuis/Uit | Tegenstander             | Score | Doelpuntenmaker(s) KV Kortrijk |
| ---------- | --------- | ------------------------ | ----- | ------------------------------ |
| 04-07-2020 | Uit       | Standard Luik (1A)       | 3-2   | Lepoint (2x)                   |
| 10-07-2020 | Thuis     | Charleroi (1A)           | 1-1   | Stojanović                     |
| 11-07-2020 | Thuis     | Cercle Brugge (1A)       | 0-1   |                                |
| 25-07-2020 | Uit       | Beerschot (1A)           | 0-0   |                                |
| 01-08-2020 | Thuis     | KMSK Deinze (1B)         | 0-1   |                                |
| 04-09-2020 | Thuis     | BX Brussel (1e prov.)    | 2-1   | Mboyo, Luqman                  |
| 06-10-2020 | Thuis     | RWD Molenbeek (1B)       | 3-4   | Lepoint, Guèye, Stojanović     |
| 09-10-2020 | Thuis     | ClubNxt (1B)             | 0-1   |                                |
| 11-11-2020 | Thuis     | Waasland-Beveren (1A)    | 3-2   | Mboyo, Stojanović, Guèye       |
| 04-01-2021 | Uit       | Excelsior Moeskroen (1A) | 2-1   | Stojanović                     |
| 12-03-2021 | Uit       | KV Oostende (1A)         | 1-2   | Sainsbury, Chevalier           |
| 26-03-2021 | Uit       | RSC Anderlecht (1A)      | 1-2   | Hendrickx, Guèye               |
| 30-04-2021 | Uit       | KMSK Deinze (1B)         | 1-2   | Chevalier, Van Den Bossche     |

## Jupiler Pro League

### Reguliere competitie

#### Wedstrijden
| Wedstrijddetails                                                                                       | Thuisploeg                                                           | Uitslag                                                     | Uitploeg                                                               | Opstelling | Kaarten                                              |
| --- | -------------------------------------------------------------------- | ----------------------------------------------------------- | ---------------------------------------------------------------------- | --- | ---------------------------------------------------- |
| Heenronde                                                                                              |                                                                      |                                                             |                                                                        | |                                                      |
| 9 augustus 2020 20:45 Guldensporenstadion Kortrijk Ref: Kevin Van Damme Toeschouwers: 0                | KV Kortrijk                                                          | 1 – 3                                                       | Waasland-Beveren                                                       | Jakubech Dewaele, Golubović, Derijck, Ritière (69' Selemani) Van der Bruggen (72' Guèye), Makarenko, Lepoint, Ocansey Moffi, Mboyo                                                | 45+3' Lepoint 90+5' Selemani                         |
| 9 augustus 2020 20:45 Guldensporenstadion Kortrijk Ref: Kevin Van Damme Toeschouwers: 0                | Mboyo 54' (pen.)                                                     | 0 – 1 1 – 1 1 – 2 1 – 3                                     | 10' Heymans 68' Koita 90+1' Heymans                                    | Jakubech Dewaele, Golubović, Derijck, Ritière (69' Selemani) Van der Bruggen (72' Guèye), Makarenko, Lepoint, Ocansey Moffi, Mboyo                                                | 45+3' Lepoint 90+5' Selemani                         |
| 15 augustus 2020 19:00 Ghelamco Arena Gent Ref: Nicolas Laforge Toeschouwers: 0                        | AA Gent                                                              | 1 – 2                                                       | KV Kortrijk                                                            | Jakubech Dewaele, Golubović, Rougeaux, Derijck, Ocansey Van der Bruggen , Makarenko, Lepoint (77' Selemani) Mboyo (90+4' Ajagun), Moffi (62' Guèye)                               | 45+1' Makarenko                                      |
| 15 augustus 2020 19:00 Ghelamco Arena Gent Ref: Nicolas Laforge Toeschouwers: 0                        | Plastun 59'                                                          | 0 – 1 1 – 1 1 – 2                                           | 22' Moffi 83' Van der Bruggen                                          | Jakubech Dewaele, Golubović, Rougeaux, Derijck, Ocansey Van der Bruggen , Makarenko, Lepoint (77' Selemani) Mboyo (90+4' Ajagun), Moffi (62' Guèye)                               | 45+1' Makarenko                                      |
| 21 augustus 2020 19:00 Guldensporenstadion Kortrijk Ref: Jan Boterberg Toeschouwers: 0                 | KV Kortrijk                                                          | 0 – 0                                                       | KAS Eupen                                                              | Jakubech Dewaele, Golubović, Rougeaux, Derijck, Ocansey Van der Bruggen , Makarenko, Lepoint (55' Ajagun) Mboyo, Guèye (46' Selemani)                                             | 72' Selemani 88' Rougeaux                            |
| 21 augustus 2020 19:00 Guldensporenstadion Kortrijk Ref: Jan Boterberg Toeschouwers: 0                 |                                                                      |                                                             |                                                                        | Jakubech Dewaele, Golubović, Rougeaux, Derijck, Ocansey Van der Bruggen , Makarenko, Lepoint (55' Ajagun) Mboyo, Guèye (46' Selemani)                                             | 72' Selemani 88' Rougeaux                            |
| 29 augustus 2020 18:30 Jan Breydelstadion Brugge Ref: Christof Dierick Toeschouwers: 0                 | Cercle Brugge                                                        | 0 – 1                                                       | KV Kortrijk                                                            | Jakubech Dewaele, Golubović, Rougeaux, Derijck, D'haene Van der Bruggen , Makarenko, Ocansey Mboyo (90+1' Guèye), Selemani (76' Ajagun)                                           | 23' Makarenko 31' D'Haene 52' Golubović              |
| 29 augustus 2020 18:30 Jan Breydelstadion Brugge Ref: Christof Dierick Toeschouwers: 0                 |                                                                      | 0 – 1                                                       | 67' Selemani                                                           | Jakubech Dewaele, Golubović, Rougeaux, Derijck, D'haene Van der Bruggen , Makarenko, Ocansey Mboyo (90+1' Guèye), Selemani (76' Ajagun)                                           | 23' Makarenko 31' D'Haene 52' Golubović              |
| 13 september 2020 20:45 Guldensporenstadion Kortrijk Ref: Kevin Van Damme Toeschouwers: 2.356          | KV Kortrijk                                                          | 3 – 0                                                       | Excel Moeskroen                                                        | Jakubech Dewaele, Golubović, Rougeaux, Derijck, D'haene Van der Bruggen , Makarenko, De Sart (70' Jonckheere) Mboyo (73' Stojanović), Ocansey (86' Guèye)                         | 51' Ocansey 52' Mboyo                                |
| 13 september 2020 20:45 Guldensporenstadion Kortrijk Ref: Kevin Van Damme Toeschouwers: 2.356          | Mboyo 59' Dewaele 63' Ocansey 80'                                    | 1 - 0 2 - 0 3 - 0                                           |                                                                        | Jakubech Dewaele, Golubović, Rougeaux, Derijck, D'haene Van der Bruggen , Makarenko, De Sart (70' Jonckheere) Mboyo (73' Stojanović), Ocansey (86' Guèye)                         | 51' Ocansey 52' Mboyo                                |
| 20 september 2020 16:00 Maurice Dufrasnestadion Luik Ref: Jan Boterberg Toeschouwers: 7.500            | Standard Luik                                                        | 2 – 1                                                       | KV Kortrijk                                                            | Jakubech Dewaele, Golubović (78' Stojanović), Rougeaux, Derijck, D'haene Van der Bruggen (70' Jonckheere), Makarenko, De Sart Mboyo, Ocansey (62' Selemani)                       | 39' D'haene 84' Jonckheere 90' Rougeaux              |
| 20 september 2020 16:00 Maurice Dufrasnestadion Luik Ref: Jan Boterberg Toeschouwers: 7.500            | Amallah 31' (pen.) Oulare 35'                                        | 1 - 0 2 - 0 2 - 1                                           | 36' Mboyo                                                              | Jakubech Dewaele, Golubović (78' Stojanović), Rougeaux, Derijck, D'haene Van der Bruggen (70' Jonckheere), Makarenko, De Sart Mboyo, Ocansey (62' Selemani)                       | 39' D'haene 84' Jonckheere 90' Rougeaux              |
| 25 september 2020 20:45 Guldensporenstadion Kortrijk Ref: Alexandre Boucaut Toeschouwers: 2.745        | KV Kortrijk                                                          | 1 – 3                                                       | Antwerp                                                                | Jakubech Golubović, Sainsbury, Derijck, D'haene Van der Bruggen , Makarenko (86' Guèye), De Sart (80' Stojanović) Mboyo, Ocansey (70' Jonckheere), Selemani                       | 69' De Sart 83' D'haene                              |
| 25 september 2020 20:45 Guldensporenstadion Kortrijk Ref: Alexandre Boucaut Toeschouwers: 2.745        | Mboyo 3'                                                             | 1 – 0 1 – 1 1 – 2 1 – 3                                     | 63' (e.d.) Sainsbury 82' Refaelov 90+2' Mbokani                        | Jakubech Golubović, Sainsbury, Derijck, D'haene Van der Bruggen , Makarenko (86' Guèye), De Sart (80' Stojanović) Mboyo, Ocansey (70' Jonckheere), Selemani                       | 69' De Sart 83' D'haene                              |
| 3 oktober 2020 20:45 Stayen Sint-Truiden Ref: Bert Put Toeschouwers: 1.550                             | STVV                                                                 | 0 – 0                                                       | KV Kortrijk                                                            | Jakubech Golubović, Sainsbury, Derijck, D'haene Van der Bruggen (81' Dewaele), Makarenko, Jonckheere (90' Lepoint), De Sart Mboyo (85' Guèye), Selemani                           | 27' Van der Bruggen 72' Selemani 90+2' Jakubech      |
| 3 oktober 2020 20:45 Stayen Sint-Truiden Ref: Bert Put Toeschouwers: 1.550                             |                                                                      |                                                             |                                                                        | Jakubech Golubović, Sainsbury, Derijck, D'haene Van der Bruggen (81' Dewaele), Makarenko, Jonckheere (90' Lepoint), De Sart Mboyo (85' Guèye), Selemani                           | 27' Van der Bruggen 72' Selemani 90+2' Jakubech      |
| 17 oktober 2020 18:30 AFAS-stadion Achter de Kazerne Mechelen Ref: Lawrence Visser Toeschouwers: 5.160 | KV Mechelen                                                          | 1 – 2                                                       | KV Kortrijk                                                            | Jakubech Golubović (62' Stojanović), Sainsbury, Derijck, D'haene Dewaele, Jonckheere (86' Van der Bruggen), Makarenko, De Sart Mboyo, Ocansey (72' Van Den Bossche)               | 75' D'haene                                          |
| 17 oktober 2020 18:30 AFAS-stadion Achter de Kazerne Mechelen Ref: Lawrence Visser Toeschouwers: 5.160 | Voet 53'                                                             | 1 – 0 1 – 1 1 – 2                                           | 71' Jonckheere 74' Makarenko                                           | Jakubech Golubović (62' Stojanović), Sainsbury, Derijck, D'haene Dewaele, Jonckheere (86' Van der Bruggen), Makarenko, De Sart Mboyo, Ocansey (72' Van Den Bossche)               | 75' D'haene                                          |
| 23 oktober 2020 20:45 Guldensporenstadion Kortrijk Ref: Jonathan Lardot Toeschouwers: 0                | KV Kortrijk                                                          | 1 – 3                                                       | Anderlecht                                                             | Jakubech Golubović (74’ Luqman), Sainsbury, Derijck, D'haene Dewaele, Van der Bruggen , Jonckheere (84’ Stojanović), De Sart Mboyo, Ocansey (46' Guèye)                           |                                                      |
| 23 oktober 2020 20:45 Guldensporenstadion Kortrijk Ref: Jonathan Lardot Toeschouwers: 0                | Mboyo 87' (pen.)                                                     | 0 – 1 0 – 2 0 – 3 1 – 3                                     | 6' Nmecha 30' Tau 65' Nmecha                                           | Jakubech Golubović (74’ Luqman), Sainsbury, Derijck, D'haene Dewaele, Van der Bruggen , Jonckheere (84’ Stojanović), De Sart Mboyo, Ocansey (46' Guèye)                           |                                                      |
| 2 november 2020 20:45 Regenboogstadion Waregem Ref: Wesli De Cremer Toeschouwers: 0                    | Zulte Waregem                                                        | 1 – 1                                                       | KV Kortrijk                                                            | Jakubech Dewaele, Sainsbury, Derijck, Ocansey Jonckheere (79’ van den Bossche), Makarenko, De Sart, Selemani Mboyo , Guèye (70' Badamosi)                                         |                                                      |
| 2 november 2020 20:45 Regenboogstadion Waregem Ref: Wesli De Cremer Toeschouwers: 0                    | Chorý 77'                                                            | 1 – 0 1 – 1                                                 | 90+4' (pen.) Mboyo                                                     | Jakubech Dewaele, Sainsbury, Derijck, Ocansey Jonckheere (79’ van den Bossche), Makarenko, De Sart, Selemani Mboyo , Guèye (70' Badamosi)                                         |                                                      |
| 7 november 2020 16:15 Guldensporenstadion Kortrijk Ref: Jasper Vergoote Toeschouwers: 0                | KV Kortrijk                                                          | 5 – 5                                                       | Beerschot                                                              | Jakubech Dewaele, Sainsbury, Derijck, Ocansey Jonckheere (75’ Stojanović), Makarenko, De Sart, Selemani Mboyo , Guèye (80' Badamosi (90' Van Den Bossche))                        | 84' Sainsbury 87' De Sart                            |
| 7 november 2020 16:15 Guldensporenstadion Kortrijk Ref: Jasper Vergoote Toeschouwers: 0                | Jonckheere 1' Selemani 8' Mboyo 57' (pen.) Guèye 68' Sainsbury 90+5' | 1 – 0 2 – 0 2 – 1 2 – 2 2 – 3 3 – 3 4 – 3 4 – 4 4 – 5 5 – 5 | 39' Bourdin 49' (pen.) Holzhauser 50' Tissoudali 74' Bourdin 88' Frans | Jakubech Dewaele, Sainsbury, Derijck, Ocansey Jonckheere (75’ Stojanović), Makarenko, De Sart, Selemani Mboyo , Guèye (80' Badamosi (90' Van Den Bossche))                        | 84' Sainsbury 87' De Sart                            |
| 21 november 2020 20:45 Jan Breydelstadion Brugge Ref: Lothar D'hondt Toeschouwers: 0                   | Club Brugge                                                          | 1 – 0                                                       | KV Kortrijk                                                            | Ilić Dewaele, Rougeaux, Sainsbury, Ocansey (89' Golubović) Van der Bruggen , Jonckheere (86' Van Den Bossche), De Sart Stojanović (70' Derijck), Mboyo, Guèye                     | 23' Van der Bruggen 55' Stojanović 68' Sainsbury     |
| 21 november 2020 20:45 Jan Breydelstadion Brugge Ref: Lothar D'hondt Toeschouwers: 0                   | Lang 60'                                                             | 1 – 0                                                       |                                                                        | Ilić Dewaele, Rougeaux, Sainsbury, Ocansey (89' Golubović) Van der Bruggen , Jonckheere (86' Van Den Bossche), De Sart Stojanović (70' Derijck), Mboyo, Guèye                     | 23' Van der Bruggen 55' Stojanović 68' Sainsbury     |
| 29 november 2020 20:45 Guldensporenstadion Kortrijk Ref: Nathan Verboomen Toeschouwers: 0              | KV Kortrijk                                                          | 3 – 1                                                       | KV Oostende                                                            | Ilić Dewaele, Rougeaux, Sainsbury, Derijck, Ocansey Van der Bruggen , Jonckheere (87' Stojanović), De Sart Mboyo (89' Van Den Bossche), Guèye (81' Selemani)                      |                                                      |
| 29 november 2020 20:45 Guldensporenstadion Kortrijk Ref: Nathan Verboomen Toeschouwers: 0              | Dewaele 4' Guèye 49' Mboyo 80'                                       | 1 – 0 1 – 1 2 – 1 3 – 1                                     | 32' Hjulsager                                                          | Ilić Dewaele, Rougeaux, Sainsbury, Derijck, Ocansey Van der Bruggen , Jonckheere (87' Stojanović), De Sart Mboyo (89' Van Den Bossche), Guèye (81' Selemani)                      |                                                      |
| 7 december 2020 20:45 Stade du Pays de Charleroi Charleroi Ref: Kevin Van Damme Toeschouwers: 0        | Charleroi                                                            | 0 – 0                                                       | KV Kortrijk                                                            | Ilić Dewaele, Rougeaux, Sainsbury, Derijck, Ocansey Van der Bruggen (72' Makarenko), Jonckheere (67' Selemani), De Sart Mboyo, Guèye (85' Stojanović)                             | 34' Sainsbury 70' Mboyo                              |
| 7 december 2020 20:45 Stade du Pays de Charleroi Charleroi Ref: Kevin Van Damme Toeschouwers: 0        |                                                                      |                                                             |                                                                        | Ilić Dewaele, Rougeaux, Sainsbury, Derijck, Ocansey Van der Bruggen (72' Makarenko), Jonckheere (67' Selemani), De Sart Mboyo, Guèye (85' Stojanović)                             | 34' Sainsbury 70' Mboyo                              |
| 12 december 2020 18:30 Guldensporenstadion Kortrijk Ref: Wesli De Cremer Toeschouwers: 0               | KV Kortrijk                                                          | 0 – 3                                                       | OH Leuven                                                              | Ilić Dewaele, Rougeaux (45' Golubović), Hines-Ike, Derijck, Ocansey Van der Bruggen (67' Makarenko), Jonckheere (58' Selemani), De Sart Mboyo, Guèye                              | 49' Golubović 81' Hines-Ike                          |
| 12 december 2020 18:30 Guldensporenstadion Kortrijk Ref: Wesli De Cremer Toeschouwers: 0               |                                                                      | 0 – 1 0 – 2 0 – 3                                           | 47' Henry 64' Henry 89' Henry                                          | Ilić Dewaele, Rougeaux (45' Golubović), Hines-Ike, Derijck, Ocansey Van der Bruggen (67' Makarenko), Jonckheere (58' Selemani), De Sart Mboyo, Guèye                              | 49' Golubović 81' Hines-Ike                          |
| 19 december 2020 20:45 Luminus Arena Genk Ref: Alexandre Boucaut Toeschouwers: 0                       | KRC Genk                                                             | 2 – 0                                                       | KV Kortrijk                                                            | Ilić Dewaele (72' van den Bossche), Golubović, Derijck, Hines-Ike, Ocansey Makarenko, Selemani, De Sart (83' Stojanović) Mboyo , Guèye (61' Jonckheere)                           | 77' De Sart 87' Ocansey                              |
| 19 december 2020 20:45 Luminus Arena Genk Ref: Alexandre Boucaut Toeschouwers: 0                       | Arteaga 1' Bongonda 78'                                              | 1 – 0 2 – 0                                                 |                                                                        | Ilić Dewaele (72' van den Bossche), Golubović, Derijck, Hines-Ike, Ocansey Makarenko, Selemani, De Sart (83' Stojanović) Mboyo , Guèye (61' Jonckheere)                           | 77' De Sart 87' Ocansey                              |
| Terugronde                                                                                             |                                                                      |                                                             |                                                                        | |                                                      |
| 16 december 2020 21:00 Guldensporenstadion Kortrijk Ref: Jasper Vergoote Toeschouwers: 0               | KV Kortrijk                                                          | 2 – 1                                                       | Standard Luik                                                          | Ilić Dewaele, Golubović, Derijck, Hines-Ike, Ocansey Makarenko, Selemani (74' Jonckheere), De Sart Mboyo (89' Lepoint), Guèye (82' Van der Bruggen)                               | 43' Derijck 55' Ocansey 90+9' Lepoint                |
| 16 december 2020 21:00 Guldensporenstadion Kortrijk Ref: Jasper Vergoote Toeschouwers: 0               | Dewaele 2' Makarenko 39'                                             | 1 – 0 2 – 0 2 – 1                                           | 76' Lestienne                                                          | Ilić Dewaele, Golubović, Derijck, Hines-Ike, Ocansey Makarenko, Selemani (74' Jonckheere), De Sart Mboyo (89' Lepoint), Guèye (82' Van der Bruggen)                               | 43' Derijck 55' Ocansey 90+9' Lepoint                |
| 26 december 2020 18:30 Guldensporenstadion Kortrijk Ref: Wim Smet Toeschouwers: 0                      | KV Kortrijk                                                          | 1 – 0                                                       | AA Gent                                                                | Ilić Dewaele, Golubović, Derijck, Hines-Ike, Ocansey Makarenko, Selemani (85' Jonckheere), De Sart (46' Van der Bruggen) Mboyo (88' Stojanović), Guèye (75' Lepoint)              | 31' De Sart 34' Ocansey 82' Lepoint                  |
| 26 december 2020 18:30 Guldensporenstadion Kortrijk Ref: Wim Smet Toeschouwers: 0                      | Selemani 49'                                                         | 1 – 0                                                       |                                                                        | Ilić Dewaele, Golubović, Derijck, Hines-Ike, Ocansey Makarenko, Selemani (85' Jonckheere), De Sart (46' Van der Bruggen) Mboyo (88' Stojanović), Guèye (75' Lepoint)              | 31' De Sart 34' Ocansey 82' Lepoint                  |
| 16 januari 2021 16:15 Diaz Arena Oostende Ref: Wesley Alen Toeschouwers: 0                             | KV Oostende                                                          | 2 – 1                                                       | KV Kortrijk                                                            | Ilić Dewaele, Golubović (73' Stojanović), Derijck , Hines-Ike, Ocansey Jonckheere, Makarenko, De Sart (62' Chevalier) Guèye, Selemani (87' Van Den Bossche)                       | 83' Guèye                                            |
| 16 januari 2021 16:15 Diaz Arena Oostende Ref: Wesley Alen Toeschouwers: 0                             | Sakala 18' Sakala 70'                                                | 1 - 0 2 - 0 2 - 1                                           | 90+1' (pen.) Derijck                                                   | Ilić Dewaele, Golubović (73' Stojanović), Derijck , Hines-Ike, Ocansey Jonckheere, Makarenko, De Sart (62' Chevalier) Guèye, Selemani (87' Van Den Bossche)                       | 83' Guèye                                            |
| 23 januari 2021 18:30 Guldensporenstadion Kortrijk Ref: Lothar D'hondt Toeschouwers: 0                 | KV Kortrijk                                                          | 1 – 2                                                       | Cercle Brugge                                                          | Ilić Dewaele, Derijck , Sainsbury, Hines-Ike Jonckheere, Makarenko, Sissoko (63' Badamosi) Chevalier, Guèye (74' Stojanović), Selemani                                            | 38' Dewaele 90+5' Hines-Ike                          |
| 23 januari 2021 18:30 Guldensporenstadion Kortrijk Ref: Lothar D'hondt Toeschouwers: 0                 | Makarenko 45'                                                        | 0 - 1 0 - 2 1 - 2                                           | 23' Ugbo 28' Pavlović                                                  | Ilić Dewaele, Derijck , Sainsbury, Hines-Ike Jonckheere, Makarenko, Sissoko (63' Badamosi) Chevalier, Guèye (74' Stojanović), Selemani                                            | 38' Dewaele 90+5' Hines-Ike                          |
| 27 januari 2021 18:45 Olympisch Stadion Antwerpen Ref: Jan Boterberg Toeschouwers: 0                   | Beerschot                                                            | 0 – 0                                                       | KV Kortrijk                                                            | Ilić Dewaele, Derijck , Sainsbury, Rougeaux Jonckheere, Makarenko, Palaversa (89' Ocansey) Chevalier (74' Stojanović), Gano (81' Badamosi), Selemani                              | 42' Derijck 53' Palaversa                            |
| 27 januari 2021 18:45 Olympisch Stadion Antwerpen Ref: Jan Boterberg Toeschouwers: 0                   |                                                                      |                                                             |                                                                        | Ilić Dewaele, Derijck , Sainsbury, Rougeaux Jonckheere, Makarenko, Palaversa (89' Ocansey) Chevalier (74' Stojanović), Gano (81' Badamosi), Selemani                              | 42' Derijck 53' Palaversa                            |
| 30 januari 2021 20:45 Guldensporenstadion Kortrijk Ref: Wim Smet Toeschouwers: 0                       | KV Kortrijk                                                          | 1 – 3                                                       | Charleroi                                                              | Ilić Dewaele, Derijck , Sainsbury (59' Badamosi), Rougeaux Ocansey, Makarenko, Palaversa (59' Jonckheere) Chevalier (77' Van Den Bossche), Gano (68' Guèye), Selemani             | 61' Derijck 76' Jonckheere                           |
| 30 januari 2021 20:45 Guldensporenstadion Kortrijk Ref: Wim Smet Toeschouwers: 0                       | Guèye 81'                                                            | 0 – 1 0 – 2 0 – 3 1 – 3                                     | 22' Gholizadeh 55' Fall 62' Fall                                       | Ilić Dewaele, Derijck , Sainsbury (59' Badamosi), Rougeaux Ocansey, Makarenko, Palaversa (59' Jonckheere) Chevalier (77' Van Den Bossche), Gano (68' Guèye), Selemani             | 61' Derijck 76' Jonckheere                           |
| 5 februari 2021 20:45 Le Canonnier Moeskroen Ref: Nathan Verboomen Toeschouwers: 0                     | Excel Moeskroen                                                      | 0 – 3                                                       | KV Kortrijk                                                            | Ilić Dewaele, Derijck , Rougeaux, Golubović Makarenko (88' Sainsbury), Palaversa (84' Hendrickx), Selemani (84' Stojanović), Chevalier (75' Ocansey) Guèye, Gano (75' Jonckheere) | 50' Derijck                                          |
| 5 februari 2021 20:45 Le Canonnier Moeskroen Ref: Nathan Verboomen Toeschouwers: 0                     |                                                                      | 4' Gano 42' Palaversa p' (66) Selemani                      |                                                                        | Ilić Dewaele, Derijck , Rougeaux, Golubović Makarenko (88' Sainsbury), Palaversa (84' Hendrickx), Selemani (84' Stojanović), Chevalier (75' Ocansey) Guèye, Gano (75' Jonckheere) | 50' Derijck                                          |
| 20 januari 2021 16:30 Guldensporenstadion Kortrijk Ref: Lawrence Visser Toeschouwers: 0                | KV Kortrijk                                                          | 0 – 2                                                       | STVV                                                                   | Ilić Dewaele, Golubović (56' Sainsbury), Derijck , Hines-Ike, Ocansey De Sart (65' Badamosi), Makarenko, Selemani Chevalier, Guèye (88' Stojanović)                               | 67' Sainsbury 75' Guèye                              |
| 20 januari 2021 16:30 Guldensporenstadion Kortrijk Ref: Lawrence Visser Toeschouwers: 0                |                                                                      | 0 – 1 0 – 2                                                 | 15' (pen.) Suzuki 45+1' Suzuki                                         | Ilić Dewaele, Golubović (56' Sainsbury), Derijck , Hines-Ike, Ocansey De Sart (65' Badamosi), Makarenko, Selemani Chevalier, Guèye (88' Stojanović)                               | 67' Sainsbury 75' Guèye                              |
| 12 februari 2021 20:45 King Power at Den Dreef Stadion Heverlee Ref: Wesley Alen Toeschouwers: 0       | OH Leuven                                                            | 3 – 1                                                       | KV Kortrijk                                                            | Ilić Dewaele, Rougeaux, Derijck , Ocansey (70' Stojanović) Jonckheere (46' Gano), Makarenko, Palaversa (60' Hendrickx) Chevalier (78' Golubović), Guèye, Selemani                 | 38' Makarenko 85' Stojanović 87' Guèye               |
| 12 februari 2021 20:45 King Power at Den Dreef Stadion Heverlee Ref: Wesley Alen Toeschouwers: 0       | Henry 10' Henry 20' Sowah 40'                                        | 1 – 0 2 – 0 3 – 0 3 – 1                                     | 52' Gano                                                               | Ilić Dewaele, Rougeaux, Derijck , Ocansey (70' Stojanović) Jonckheere (46' Gano), Makarenko, Palaversa (60' Hendrickx) Chevalier (78' Golubović), Guèye, Selemani                 | 38' Makarenko 85' Stojanović 87' Guèye               |
| 21 februari 2021 13:30 Lotto Park Anderlecht Ref: Lawrence Visser Toeschouwers: 0                      | Anderlecht                                                           | 0 – 2                                                       | KV Kortrijk                                                            | Ilić Dewaele (86' Rougeaux), Sainsbury , Radovanović, Golubović Ocansey, Hendrickx, Palaversa (69' De Sart), Selemani Guèye (64' Chevalier), Gano (69' Stojanović)                | 60' Palaversa 88' Hendrickx 90' Sainsbury            |
| 21 februari 2021 13:30 Lotto Park Anderlecht Ref: Lawrence Visser Toeschouwers: 0                      |                                                                      | 0 – 1 0 – 2                                                 | 45+2' Sainsbury 74' Gano                                               | Ilić Dewaele (86' Rougeaux), Sainsbury , Radovanović, Golubović Ocansey, Hendrickx, Palaversa (69' De Sart), Selemani Guèye (64' Chevalier), Gano (69' Stojanović)                | 60' Palaversa 88' Hendrickx 90' Sainsbury            |
| 27 februari 2021 20:45 Guldensporenstadion Kortrijk Ref: Jonathan Lardot Toeschouwers: 0               | KV Kortrijk                                                          | 1 – 2                                                       | Zulte Waregem                                                          | Ilić Rougeaux, Radovanović, Derijck , Golubović (83' Badamosi) Ocansey, Palaversa (60' Hendrickx), De Sart Chevalier, Gano (60' Guèye), Selemani (76' Stojanović)                 | 22' Derijck                                          |
| 27 februari 2021 20:45 Guldensporenstadion Kortrijk Ref: Jonathan Lardot Toeschouwers: 0               | Palaversa 20'                                                        | 1 – 0 1 – 1 1 – 2                                           | 23' (pen.) Bruno 65' Chorý                                             | Ilić Rougeaux, Radovanović, Derijck , Golubović (83' Badamosi) Ocansey, Palaversa (60' Hendrickx), De Sart Chevalier, Gano (60' Guèye), Selemani (76' Stojanović)                 | 22' Derijck                                          |
| 6 maart 2021 20:45 Bosuilstadion Antwerpen Ref: Christof Dierick Toeschouwers: 0                       | Antwerp                                                              | 4 – 2                                                       | KV Kortrijk                                                            | Ilić Golubović, Sainsbury, Derijck , Radovanović (58' Badamosi) De Sart, Hendrickx (46' Palaversa), Ocansey Chevalier (81' Stojanović), Guèye (46' Gano), Selemani                | 28' De Sart                                          |
| 6 maart 2021 20:45 Bosuilstadion Antwerpen Ref: Christof Dierick Toeschouwers: 0                       | Refaelov 28' (pen.) Le Marchand 55' Lamkel Zé 72' B. Verstraete 85'  | 1 – 0 2 – 0 2 – 1 2 – 2 3 – 2 4 – 2                         | 56' Selemani 67' Gano                                                  | Ilić Golubović, Sainsbury, Derijck , Radovanović (58' Badamosi) De Sart, Hendrickx (46' Palaversa), Ocansey Chevalier (81' Stojanović), Guèye (46' Gano), Selemani                | 28' De Sart                                          |
| 9 januari 2021 18:30 Guldensporenstadion Kortrijk Ref: Wesli De Cremer Toeschouwers: 0                 | KV Kortrijk                                                          | 2 – 1                                                       | KRC Genk                                                               | Ilić Dewaele, Golubović, Derijck, Hines-Ike, Ocansey Van der Bruggen (90+3' Jonckheere), Makarenko, De Sart Guèye (84' Chevalier), Selemani (89' Lepoint)                         | 57' Hines-Ike                                        |
| 9 januari 2021 18:30 Guldensporenstadion Kortrijk Ref: Wesli De Cremer Toeschouwers: 0                 | Guèye 23' Guèye 54'                                                  | 1 – 0 1 – 1 2 – 1                                           | 41' Onuachu                                                            | Ilić Dewaele, Golubović, Derijck, Hines-Ike, Ocansey Van der Bruggen (90+3' Jonckheere), Makarenko, De Sart Guèye (84' Chevalier), Selemani (89' Lepoint)                         | 57' Hines-Ike                                        |
| 20 maart 2021 18:30 Kehrwegstadion Eupen Ref: Bram Van Driessche Toeschouwers: 0                       | KAS Eupen                                                            | 2 – 0                                                       | KV Kortrijk                                                            | Ilić Golubović, Sainsbury (61' Guèye), Derijck , Radovanović Hendrickx, Makarenko (72' Palaversa), Ocansey Chevalier (79' Stojanović), Gano, Selemani                             | 70' Makarenko 90+4' Radovanović                      |
| 20 maart 2021 18:30 Kehrwegstadion Eupen Ref: Bram Van Driessche Toeschouwers: 0                       | Ngoy 52' Musona 80'                                                  | 1 – 0 2 – 0                                                 |                                                                        | Ilić Golubović, Sainsbury (61' Guèye), Derijck , Radovanović Hendrickx, Makarenko (72' Palaversa), Ocansey Chevalier (79' Stojanović), Gano, Selemani                             | 70' Makarenko 90+4' Radovanović                      |
| 3 april 2021 20:45 Guldensporenstadion Kortrijk Ref: Jasper Vergoote Toeschouwers: 50                  | KV Kortrijk                                                          | 1 – 2                                                       | Club Brugge                                                            | Ilić Dewaele, Derijck , Radovanović, Golubović De Sart, Sissoko (66' Makarenko), Selemani, Ocansey (78' Chevalier) Guèye (82' Badamosi), Gano                                     | 45+2' Sissoko 63' Ocansey 73' Selemani 90' Golubović |
| 3 april 2021 20:45 Guldensporenstadion Kortrijk Ref: Jasper Vergoote Toeschouwers: 50                  | Gano 18'                                                             | 1 – 0 1 – 1 1 – 2                                           | 21' Sobol 77' (pen.) Vanaken                                           | Ilić Dewaele, Derijck , Radovanović, Golubović De Sart, Sissoko (66' Makarenko), Selemani, Ocansey (78' Chevalier) Guèye (82' Badamosi), Gano                                     | 45+2' Sissoko 63' Ocansey 73' Selemani 90' Golubović |
| 11 april 2021 16:00 Freethielstadion Beveren Ref: Erik Lambrechts Toeschouwers: 0                      | Waasland-Beveren                                                     | 3 – 4                                                       | KV Kortrijk                                                            | Ilić Dewaele, Derijck , Radovanović, Golubović Chevalier (76' Jonckheere), Sissoko (46' Makarenko), De Sart Guèye (72' Badamosi), Gano (83' Rougeaux), Selemani                   | 40' Dewaele                                          |
| 11 april 2021 16:00 Freethielstadion Beveren Ref: Erik Lambrechts Toeschouwers: 0                      | Frey 17' Frey 44' Frey 90+3' (pen.)                                  | 0 – 1 1 – 1 2 – 1 2 – 2 2 – 3 3 – 3 3 – 4                   | 3' Gano 48' De Sart 58' (pen.) Selemani 90+6' Selemani                 | Ilić Dewaele, Derijck , Radovanović, Golubović Chevalier (76' Jonckheere), Sissoko (46' Makarenko), De Sart Guèye (72' Badamosi), Gano (83' Rougeaux), Selemani                   | 40' Dewaele                                          |
| 18 april 2021 18:00 Guldensporenstadion Kortrijk Ref: Wim Smet Toeschouwers: 0                         | KV Kortrijk                                                          | 1 – 4                                                       | KV Mechelen                                                            | Ilić Dewaele, Derijck , Radovanović, Golubović (80' D'Haene) De Sart (80' Palaversa), Makarenko, Ocansey (59' Jonckheere) Guèye (46' Chevalier), Gano, Selemani                   | 74' Jonckheere                                       |
| 18 april 2021 18:00 Guldensporenstadion Kortrijk Ref: Wim Smet Toeschouwers: 0                         | Selemani 10' (pen.)                                                  | 1 – 0 1 – 1 1 – 2 1 – 3 1 – 4                               | 28' (pen.) Mrabti 35' Storm 46' Storm 82' Schoofs                      | Ilić Dewaele, Derijck , Radovanović, Golubović (80' D'Haene) De Sart (80' Palaversa), Makarenko, Ocansey (59' Jonckheere) Guèye (46' Chevalier), Gano, Selemani                   | 74' Jonckheere                                       |

'*'

##### Overzicht[5]
| Speeldag  | 1  | 2  | 3 | 4 | 5  | 6  | 7  | 8  | 9  | 10 | 11 | 12 | 13 | 14 | 15 | 16 | 17 | 18 | 19 | 20 | 21 | 22 | 23 | 24 | 25 | 26 | 27 | 28 | 29 | 30 | 31 | 32 | 33 | 34 |
| --------- | -- | -- | - | - | -- | -- | -- | -- | -- | -- | -- | -- | -- | -- | -- | -- | -- | -- | -- | -- | -- | -- | -- | -- | -- | -- | -- | -- | -- | -- | -- | -- | -- | -- |
| Resultaat | v  | w  | g | w | w  | v  | v  | g  | w  | v  | g  | g  | v  | w  | g  | v  | v  | w  | w  | v  | v  | g  | v  | w  | v  | v  | w  | v  | v  | w  | v  | v  | w  | v  |
| Punten    | 0  | 3  | 4 | 7 | 10 | 10 | 10 | 11 | 14 | 14 | 15 | 16 | 16 | 19 | 20 | 20 | 23 | 23 | 26 | 29 | 29 | 30 | 30 | 33 | 29 | 33 | 36 | 36 | 36 | 29 | 36 | 36 | 39 | 39 |
| Positie   | 18 | 10 | 9 | 4 | 4  | 6  | 8  | 10 | 8  | 10 | 11 | 9  | 12 | 8  | 9  | 10 | 10 | 9  | 8  | 11 | 14 | 13 | 15 | 13 | 12 | 13 | 13 | 13 | 14 | 9  | 14 | 15 | 14 | 14 |

### Klassement

#### Reguliere competitie
| Pos | Team               | Wed | W  | G  | V  | Ptn | DV | DT | +/− |      |
| --- | ------------------ | --- | -- | -- | -- | --- | -- | -- | --- | ---- |
| 1   | Club Brugge        | 34  | 24 | 4  | 6  | 76  | 73 | 26 | +47 | PO 1 |
| 2   | Antwerp FC         | 34  | 18 | 6  | 10 | 60  | 57 | 48 | +9  | PO 1 |
| 3   | RSC Anderlecht     | 34  | 15 | 13 | 6  | 58  | 51 | 34 | +17 | PO 1 |
| 4   | KRC Genk           | 34  | 16 | 8  | 10 | 56  | 67 | 48 | +19 | PO 1 |
| 5   | KV Oostende        | 34  | 15 | 8  | 11 | 53  | 49 | 41 | +8  | PO 2 |
| 6   | Standard Luik      | 34  | 13 | 11 | 10 | 50  | 52 | 41 | +11 | PO 2 |
| 7   | KAA Gent           | 34  | 14 | 7  | 13 | 49  | 55 | 42 | +13 | PO 2 |
| 8   | KV Mechelen        | 34  | 13 | 9  | 12 | 48  | 54 | 54 | 0   | PO 2 |
| 9   | Beerschot VA       | 34  | 14 | 5  | 15 | 47  | 58 | 64 | −6  |      |
| 10  | SV Zulte Waregem   | 34  | 14 | 4  | 16 | 46  | 53 | 69 | −16 |      |
| 11  | OH Leuven          | 34  | 12 | 9  | 13 | 45  | 54 | 59 | −5  |      |
| 12  | KAS Eupen          | 34  | 10 | 13 | 11 | 43  | 44 | 55 | −11 |      |
| 13  | Sporting Charleroi | 34  | 11 | 9  | 14 | 42  | 46 | 49 | −3  |      |
| 14  | KV Kortrijk        | 34  | 11 | 6  | 17 | 39  | 44 | 57 | −13 |      |
| 15  | STVV               | 34  | 10 | 8  | 16 | 38  | 41 | 52 | −11 |      |
| 16  | Cercle Brugge      | 34  | 11 | 3  | 20 | 36  | 40 | 51 | −11 |      |
| 17  | Waasland-Beveren   | 34  | 8  | 7  | 19 | 31  | 44 | 70 | −26 |      |
| 18  | Excel Moeskroen    | 34  | 7  | 10 | 17 | 31  | 32 | 54 | −22 |      |

PO 1: Champions play-off, PO 2: Europa League play-off, : Testwedstrijden voor degradatie tegen tweede uit eerste klasse B, : Degradeert na dit seizoen naar eerste klasse B

## Beker van België
| Beker van België                                                                        |                                                                                |                                                                                           |                                                                | |                                         |
| Wedstrijddetails                                                                        | Thuisploeg                                                                     | Uitslag                                                                                   | Uitploeg                                                       | Opstelling | Kaarten                                 |
| 1/16e finale                                                                            |                                                                                |                                                                                           |                                                                | |                                         |
| 2 februari 2021 20:00 Soevereinstadion Lommel Ref.: Jordy Vermeire Toeschouwers: 0      | Lommel SK (1B)                                                                 | 1 – 3                                                                                     | KV Kortrijk                                                    | Jakubech Dewaele (46' Golubović), Hines-Ike, Radovanović, Ocansey (63' Derijck) Sissoko, Makarenko (63' Jonckheere), Stojanović (80' Sainsbury) Selemani, Chevalier (73' Van Den Bossche), Guèye | 35' Selemani 37' Stojanović 43' Dewaele |
| 2 februari 2021 20:00 Soevereinstadion Lommel Ref.: Jordy Vermeire Toeschouwers: 0      | Kis 71' (pen.)                                                                 | 0 – 1 0 – 2 1 – 2 1 – 3                                                                   | 15' Guèye 62' Chevalier 90+3' Selemani                         | Jakubech Dewaele (46' Golubović), Hines-Ike, Radovanović, Ocansey (63' Derijck) Sissoko, Makarenko (63' Jonckheere), Stojanović (80' Sainsbury) Selemani, Chevalier (73' Van Den Bossche), Guèye | 35' Selemani 37' Stojanović 43' Dewaele |
| Achtste finale                                                                          |                                                                                |                                                                                           |                                                                | |                                         |
| 9 februari 2021 20:45 Guldensporenstadion Kortrijk Ref.: Lothar D'hondt Toeschouwers: 0 | KV Kortrijk                                                                    | 1 – 1 (n.v.) (5 – 6) (n.s.)                                                               | Standard Luik                                                  | Jakubech Golubović (65' Dewaele), Sainsbury, Radovanović, Ocansey Jonckheere, Hendrickx (71' Guèye), Palaversa (81' Makarenko) Chevalier , Gano (71' Stojanović), Selemani                       |                                         |
| 9 februari 2021 20:45 Guldensporenstadion Kortrijk Ref.: Lothar D'hondt Toeschouwers: 0 | Selemani 90+2' Chevalier Makarenko Stojanović Derijck Selemani Guèye Sainsbury | 0 – 1 1 – 1 Pen.: 0 – 1 1 – 1 1 – 2 2 – 2 2 – 3 3 – 3 3 – 4 4 – 4 4 – 5 5 – 5 5 – 6 5 – 6 | 35' Laifis Bastien Klauss Dussenne Muleka Raskin Laifis Siquet | Jakubech Golubović (65' Dewaele), Sainsbury, Radovanović, Ocansey Jonckheere, Hendrickx (71' Guèye), Palaversa (81' Makarenko) Chevalier , Gano (71' Stojanović), Selemani                       |                                         |